# Merrill (Oregon)
Merrill és una població dels Estats Units a l'estat d'Oregon. Segons el cens del 2000 tenia 897 habitants.

## Demografia
Segons el cens del 2000, Merrill tenia 897 habitants, 344 habitatges, i 230 famílies. La densitat de població era de 787,1 habitants per km².
Per edats la població es repartia de la següent manera: un 28,4% tenia menys de 18 anys, un 8,1% entre 18 i 24, un 29,2% entre 25 i 44, un 18,4% de 45 a 60 i un 15,8% 65 anys o més.
L'edat mediana era de 35 anys. Per cada 100 dones de 18 o més anys hi havia 87,2 homes.
La renda mediana per habitatge era de 23.304$ i la renda mediana per família de 27.639$. Els homes tenien una renda mediana de 26.250$ mentre que les dones 19.583$. La renda per capita de la població era de 11.803$. Aproximadament el 19,9% de les famílies i el 24% de la població estaven per davall del llindar de pobresa.

## Poblacions més properes
El següent diagrama mostra les poblacions més properes.